# 萬撓站
万挠站位于马来西亚雪兰莪州万挠，是电动列车服务和巴生港线的其中一个站点。马来亚铁道公司是该车站的主要经营者。
本站是万挠的主要公共交通车站，因为在KTM通勤铁路服务启用之前，这里并无任何通勤或大众运输服务系统。目前也正在提升现有设施以迎合未来发展。

## 历史
2007年4月21日，马来亚铁道推出了萬撓至叻思之間的班車服務。該服務將KTM通勤鐵路網絡延伸22公里，并覆蓋了三個新車站，即双文丹、峇冬加里和叻思。这是万挠－怡保复线电气化项目的首个运营路线，解决长期以来铁路被群众嫌慢的问题。通勤列车服务于2008年1月5日延伸至新古毛。2009年6月1日，服务进一步延伸至霹雳州边境的丹绒马林。
自KTM通勤铁路服务开始以来，万挠作为万挠－芙蓉路线的北端终点站。直到2015年，为了迎合铁道复线电气化升级而启用万挠至巴生港的试航路线。在2016年，万挠－巴生港线与万挠－丹绒马林线合并（即巴生港线），从而结束了万挠作为北端终点站的角色。

## 意外事件
2013年11月1日，一辆从丹绒马林前往吉隆坡的马来亚铁道（KTM）通勤列车在经过万挠站附近时意外翻轨，而列车上的乘客也没有严重伤亡。